# Kidnappning
Kidnappning eller människorov är bortrövande (olovligt bortförande) av människor, särskilt olaga sådant, därtill en form av frihetsbrott.

## Etymologi
Kidnappning kommer av engelska: kidnapping, en sammansättning av kid (”barn”, kognat med svenska kid, ”killing, getunge”) och napping (”nappa, nypa tag i, norpa”).

## I svensk juridik
Straffrättsligt rubriceras kidnappning som människorov eller, beroende på omständigheterna, olaga frihetsberövande eller egenmäktighet med barn. Människorov är ett brott enligt svensk rätt (4 kap. 1 § brottsbalken) och avser genom våld olovlig bortföring (rov) av människa. För människorov döms den, som bemäktigar sig och för bort eller spärrar in ett barn eller någon annan med uppsåt att skada denne till liv eller hälsa eller att tvinga denne till tjänst eller att öva utpressning. Straffet för människorov är fängelse i mellan 4 och 18 år, eller livstid. Är brottet mindre grovt döms till fängelse i högst sex år.
Enligt kriminolog Leif G.W. Persson skedde den första dokumenterade kidnappningen i slutet av 1800-talet.

## Kända fall
- Charles Lindberghs son
- Patty Hearst
- Fabian Bengtsson
- Mordechai Vanunu